# Lannecaube
Lannecaube település Franciaországban, Pyrénées-Atlantiques megyében. Lakosainak száma 144 fő (2022. január 1.). Lannecaube Burosse-Mendousse, Coslédaà-Lube-Boast, Lalongue, Lussagnet-Lusson, Mouhous, Sévignacq, Taron-Sadirac-Viellenave és Simacourbe községekkel határos.

## Népesség
A település népességének változása:
| Lakosok száma | 160  | 160  | 162  | 159  | 157  | 156  | 152  | 148  | 144  |
|               | 2013 | 2015 | 2016 | 2017 | 2018 | 2019 | 2020 | 2021 | 2022 |